# Monoceros
Monoceros (Mon), o Unicórnio, é uma constelação do equador celeste. O genitivo, usado para formar nomes de estrelas, é Monocerotis.
As constelações vizinhas são Gêmeos, Órion, Lebre, Cão Maior, Popa, Hidra e Cão Menor.